# Superego (discográfica)
Superego fue una compañía discográfica con sede en Madrid que englobaba varios sellos entre ellos el más pionero de los especializados en Hip Hop en español: Yo Gano, fundado en 1994 por Sergio Aguilar Pereira o el sello La Madre, cuya dirección artística se compartía entre Aguilar y Oliver Gallego (Mucho Muchacho). con sede en Madrid. La compañía no edita ningún disco desde 2004. Por ella han pasado artistas de la talla de CPV, Frank T, Tote King, La Puta Opepé, Mala Rodríguez, Dobleache…

## Discos editados

### 1994
- KBPO2SE - "Educación desde el lado oscuro"
- CPV - "Madrid, Zona Bruta"

### 1995
- 7 Notas 7 Colores - "Con esos ojitos/Puercos"

### 1996
- La Puta Opepé - "Vacaciones En El Mar"
- Frank T - "Konfusional"

### 1997
- Hippaly - "El SURco Responde Al Silencio"
- 7 Notas 7 Colores - "Hecho, es simple"

### 1998
- Zeta - "NRG Beatz "
- La Puta Opepé - "Batalla de Cazalla"

### 1999
- Zeta - "Hacia El Infinito"
- Zeta - "Guateque"
- Daddy Maza - "Rumores"

### 2000
- Mala Rodríguez - "Tengo Un Trato / El Gallo"
- La Puta Opepé - "Chanelance"
- Hippaly - "H2000: Odisea En El Surco"
- Hippaly - "A Dreamer’s Dream"
- VVAA - "Los Planes y Archivos Secretos del Doctor Yo"
- Mala Rodríguez - "Yo Marco El Minuto / Tambalea"
- Mala Rodríguez - "Lujo Ibérico"

### 2001
- Dobleache - "Nada Como Si"
- Dobleache - "Punto Y Seguido"
- Malinche - "Malinche"
- La Puta Opepé - "Los Cuñaos Remezclaos"
- La Puta Opepé - "Sifón Y Jerna"
- Punto Final - "A La Sombra Del Bloque"
- Tote King - "Duermen"

### 2002
- La Puta Opepé - "El Sistema"
- Daddy Maza - "La Fiebre Amarilla"
- Biyi - "La Máquina Del Tiempo"
- Daddy Maza - "Eso Es Así"
- ToteKing & Shotta - "Nada Pa Mí"
- ToteKing & Shotta - "Tu Madre Es Una Foca"

### 2003
- La Puta Opepé - "Raggaflá RMX"
- Punto Final - "Una Selva De Ambiente Stereo"

### 2004
- Tote King - "Matemáticas"
- Tote King - "Música Para Enfermos"

- Datos: Q6135853